# Шишкино (Смоленская область)
Шишкино — деревня в Ярцевском районе Смоленской области России. Входит в состав Зайцевского сельского поселения. Население — 28 жителей (2007 год). 
Расположена в северной части области в 16 км к северу от Ярцева, в 16 км севернее автодороги М1 «Беларусь», на берегу реки Царевич. В 17 км южнее деревни расположена железнодорожная станция Ярцево на линии Москва — Минск. 

## История
В годы Великой Отечественной войны деревня была оккупирована гитлеровскими войсками в июле 1941 года, освобождена в сентябре 1943 года.